# Eubazus planifacialis
Eubazus planifacialis är en stekelart som beskrevs av Van Achterberg 2003. Eubazus planifacialis ingår i släktet Eubazus och familjen bracksteklar. Arten är reproducerande i Sverige. Inga underarter finns listade i Catalogue of Life.